# Anoda
Anoda (gr. ana „w górę”, hodós „ścieżka”) – elektroda, przez którą prąd elektryczny wpływa do urządzenia (co może polegać na dopływie ładunku dodatniego lub wypływie ładunku ujemnego). W odbiornikach prądu elektrycznego (np. lampach elektronowych) anoda jest elektrodą dodatnią, natomiast w źródłach prądu (np. ogniwach galwanicznych) – ujemną. Anoda występuje zawsze w parze z elektrodą, przez którą prąd wypływa z urządzenia, czyli katodą.

## Anody w chemii

Półogniwo z rozpuszczalną anodą cynkową

Anoda w ujęciu chemicznym jest elektrodą, na której zachodzi proces utleniania, który jest utożsamiany z procesem oddawania elektronów elektrodzie:
- W urządzeniach, które generują siłę elektromotoryczną (są źródłami prądu), a przepływ prądu w obwodzie jest zgodny z tą siłą (np. ogniwo galwaniczne), anoda jest elektrodą ujemną względem katody.
- W urządzeniach, które są odbiornikami energii elektrycznej (np. elektrolizer), anoda jest elektrodą dodatnią względem katody.
- W akumulatorach, w zależności od trybu pracy, dana elektroda jest anodą lub katodą.

W ogniwach galwanicznych występują dwa generalne typy anod:
- anoda rozpuszczalna – której pracy w procesie elektrolitycznym towarzyszy emisja jonów powstających z materiału elektrody w ilości proporcjonalnej do przepływającego ładunku elektrycznego (zob. prawa elektrolizy Faradaya), np.

Cu(s) → Cu2+(aq) + 2e−
- anoda nierozpuszczalna – której pracy w procesie elektrolitycznym towarzyszy wydzielanie się na elektrodzie anionów w ilości proporcjonalnej do przepływającego ładunku elektrycznego, np.

2Cl−(aq) → Cl2(g)↑ + 2e−
(s – ciało stałe; g – gaz; aq – roztwór wodny)
Możliwy jest też układ mieszany, tj. anoda częściowo rozpuszczalna, na której oba ww. procesy zachodzą równolegle.

## Anody w fizyce

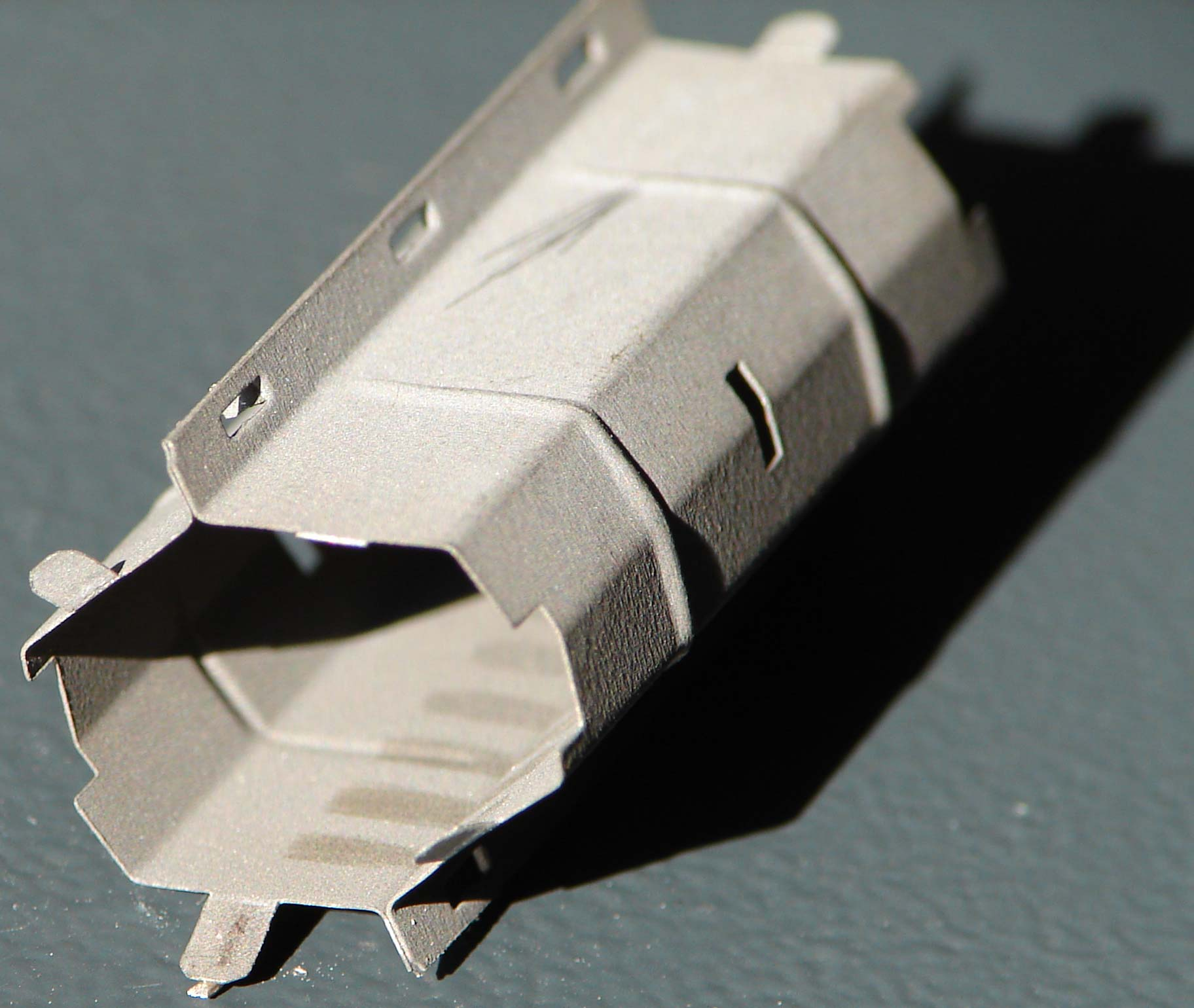
Anoda pentody EL84
(lampy elektronowej)

W lampach elektronowych anoda jest elektrodą dodatnią, do której podążają elektrony wyemitowane przez katodę.
W lampach elektronowych mogą występować dwie anody:
- anoda główna – która jest częścią obwodu głównego, przez który płynie prąd obciążeniowy.
- anoda podtrzymująca (wzbudzająca) – to anoda przeznaczona do podtrzymywania wyładowania w lampie przekaźnikowej (np. w ekscytronie), gdy w obwodzie głównym nie płynie prąd.

W większości typów lamp elektronowych, na anodzie wydziela się ciepło w wyniku uderzania o nią rozpędzonych elektronów, w związku z tym musi ona być odpowiednio wykonana (rozmiar, materiał, dodatkowe chłodzenie), aby nie uległa zniszczeniu. Anody lamp odbiorczych są wykonane z blachy (pełnej lub perforowanej) niklowej, żelaznej lub aluminiowej, lampy o większej mocy (50–150 W) posiadają anodę grafitową. W lampach nadawczych stosuje się anody miedziane z chłodzeniem wodnym lub powietrznym.
Niekiedy jednak elektrony, np. w niektórych lampach rentgenowskich, uderzają o elektrodę zwaną antykatodą, oddają jej znaczną część energii, ale nie są przez nią odbierane, dodatkową elektrodę odbierającą elektrony z lampy nazywa się anodą.
W powielaczach elektronów oraz fotopowielaczach anodą nazywa się tylko ostatnią elektrodę odprowadzającą elektrony z lampy, elektrody pośrednie, w które uderzają elektrony, nazywa się dynodami.